# Коста ди Јатика (Ређо Емилија)
Коста ди Јатика је насеље у Италији у округу Ређо Емилија, региону Емилија-Ромања.
Према процени из 2011. у насељу је живело 7 становника. Насеље се налази на надморској висини од 524 м.